# 魯氏突吻魚
魯氏突吻魚（学名：Varicorhinus ruwenzorii）为輻鰭魚綱鯉形目鲤科的其中一種，被IUCN列為次級保育類動物，分布於非洲Mubuku與Sibwe河流域，體長可達23.1公分，棲息在水流湍急多岩石的溪流。

## 扩展阅读
維基物種上的相關：魯氏突吻魚